# Distrito de Sapillica
El distrito de Sapillica es uno de los diez que conforman la provincia de Ayabaca ubicada en el departamento de Piura en el norte del Perú. 
Desde el punto de vista de la jerarquía de la Iglesia católica, forma parte de la diócesis de Chulucanas.

## Historia
El distrito fue creado mediante Ley N.º 10399 del 23 de febrero de 1946, en el gobierno del Presidente José Luis Bustamante y Rivero.

## División administrativa

### Centros poblados
- Urbanos
  - Sapillica, con 821 hab.
- Rurales
  - Alisos, con 159 hab.
  - Canales, con 319 hab.
  - Chachacomal, con 369 hab.
  - Coletas, con 599 hab.
  - Huabal, con 213 hab.
  - La Arena, con 226 hab.
  - Lagunas Alto, con 235 hab.
  - Lagunas Bajo, con 236 hab.
  - Llicsa Chica, con 326 hab.
  - Llicsa Grande, con 207 hab.
  - Lomo Alta, con 199 hab.
  - Lúcumo de Geraldo, con 258 hab.
  - Masías Bajo, con 497 hab.
  - Monte Grande, con 228 hab.
  - Naranjo (Naranjo Molinos), con 515 hab.
  - Nogal, con 206 hab.
  - Pajul, con 167 hab.
  - Palmo, con 165 hab.
  - Palo Santo, con 168 hab.
  - Palto, con 161 hab.
  - Pampa Larga, con 215 hab.
  - Sauce Rapela, con 388 hab.
  - Sesteadero Sapillica, con 152 hab.
  - Sesteadero Bajo, con 151 hab.
  - Tasajeras, con 251 hab.
  - Timbes Huabal, con 159 hab.
  - Tornos, con 223 hab.
  - Tres Marías, con 189 hab.
  - Tunal, con 225 hab.
  - Yangas, con 194 hab.
  - Zapotal de Llicsa, con 155 hab.

Otras localidades y caseríos en el distrito incluyen Cuevas, El Palmo (Sapillica), La Pampa (Piura), Lanche, Laque, Pampa Verde (Piura), Piedra Punta, Sauce de Cuevas y Timbes Sapillica.

## Autoridades

### Municipales
- 2019 - 2022[3]
  - Alcalde: Silbestre Antonio Carhuapoma Umbo, del Movimiento Independiente Fuerza Regional.
  - Regidores:

  1. Rosario Salvador Flores (Movimiento Independiente Fuerza Regional)
  2. Aladino Chumacero Rondoy (Movimiento Independiente Fuerza Regional)
  3. Marimilda Huamán Manchay (Movimiento Independiente Fuerza Regional)
  4. Gabriel Zeta Pintado (Movimiento Independiente Fuerza Regional)
  5. Vicente Umbo López (Movimiento de Desarrollo Local Modelo Región Piura)

Alcaldes anteriores
- 2015-2018:[4] Agustín Jara Castillo de Fabriciano, del Partido Democrático Somos Perú (SP).
- 2011-2014:[5] Agustín Jara Castillo de Fabriciano, del Partido Democrático Somos Perú (SP).
- 2007-2010: Silbestre Antonio Carhuapoma Umbo.

### Policiales
- Comisario: Mayor PNP .

## Festividades
- Julio 01-07 Aniversario de creación política.
- 01 Día de los Santos
- Noviembre 17 y 19: La feria patronal "Virgen Pura Y Limpia"

## Comidas Típicas
- Trigo con gallina o chancho
- Tortillas con queso
- Sambumba con leche
- Conserva con pan